# باليستيروس دي كالاترافا (سيوداد ريال)
بلدية باليستيروس دي كالاترافا (بالإسبانية: Ballesteros de Calatrava)‏، هي إحدى بلديات مقاطعة سيوداد ريال إحدى مقاطعات إسبانيا، والتي تقع في منطقة قشتالة لا منتشا وسط إسبانيا.
يبلغ عدد سكانها 539 نسمة وفقاً لإحصائية سنة (2007).